# Saint-Nectaire (kaas)
De Saint-Nectaire is een Franse kaas die geproduceerd wordt in Auvergne-Rhône-Alpes, in de departementen Cantal en Puy-de-Dôme. De kaas is een van de 44 Franse kazen met een beschermde oorsprongsbenaming.

## Geschiedenis
De Saint-Nectaire kent al een zeer lange geschiedenis. In de Middeleeuwen werd de voorganger van de huidige kaas ("fromage de gléo") genoemd als betaalmiddel voor de boeren om hun pacht te betalen. Het was toen nog een kaas die op roggestro (gléo) rijpte. Deels loopt de geschiedenis van de saint-nectaire gelijk op met de geschiedenis van de Cantal. De kazen hebben ook een gedeeltelijk overlappend productiegebied. Beide kazen zijn halfhard, en worden geperst.
De saint-nectaire was in de 16e eeuw een zeer geliefde kaas, maar bleef achter bij de ontwikkeling van de andere Franse kazen in de eeuwen daarna. Een nieuwe impuls kreeg de kaas door de Napoleontische oorlogen. Soldaten die in Holland geweest waren, kwamen met nieuwe ideeën voor de kaasproductie. Een afvaardiging van de kaasmakers uit Auvergne ging op bezoek in Holland en in de jaren erna tot 1850 werd de kaasproductie verbeterd op basis van de nieuwe ideeën.
De kaas werd op het boerenbedrijf zelf geproduceerd, de geïsoleerde ligging van de boerderijen en dorpjes in het bergachtige gebied maakten dat de kaas niet erg wijd verspreid raakte. De leegloop van het platteland maakte dat in de eerste helft van de 20e eeuw de productie terugliep. Maar na de start van het werken aan de AOC-aanvraag voor de kaas (1955) is de productie weer toegenomen tot ongeveer 5500 ton per jaar.
De Saint-Nectaire heeft sinds 1979 het AOC-keurmerk. De kaas mag uitsluitend gemaakt worden van de melk van één kudde koeien uit de AOC-bepaalde zone, de melk moet binnen de zone bewerkt worden tot kaas. Sinds 1996 is de Saint-Nectaire door de EU erkend als beschermde oorsprongsbenaming (in het Frans als AOP afgekort).

## Productie

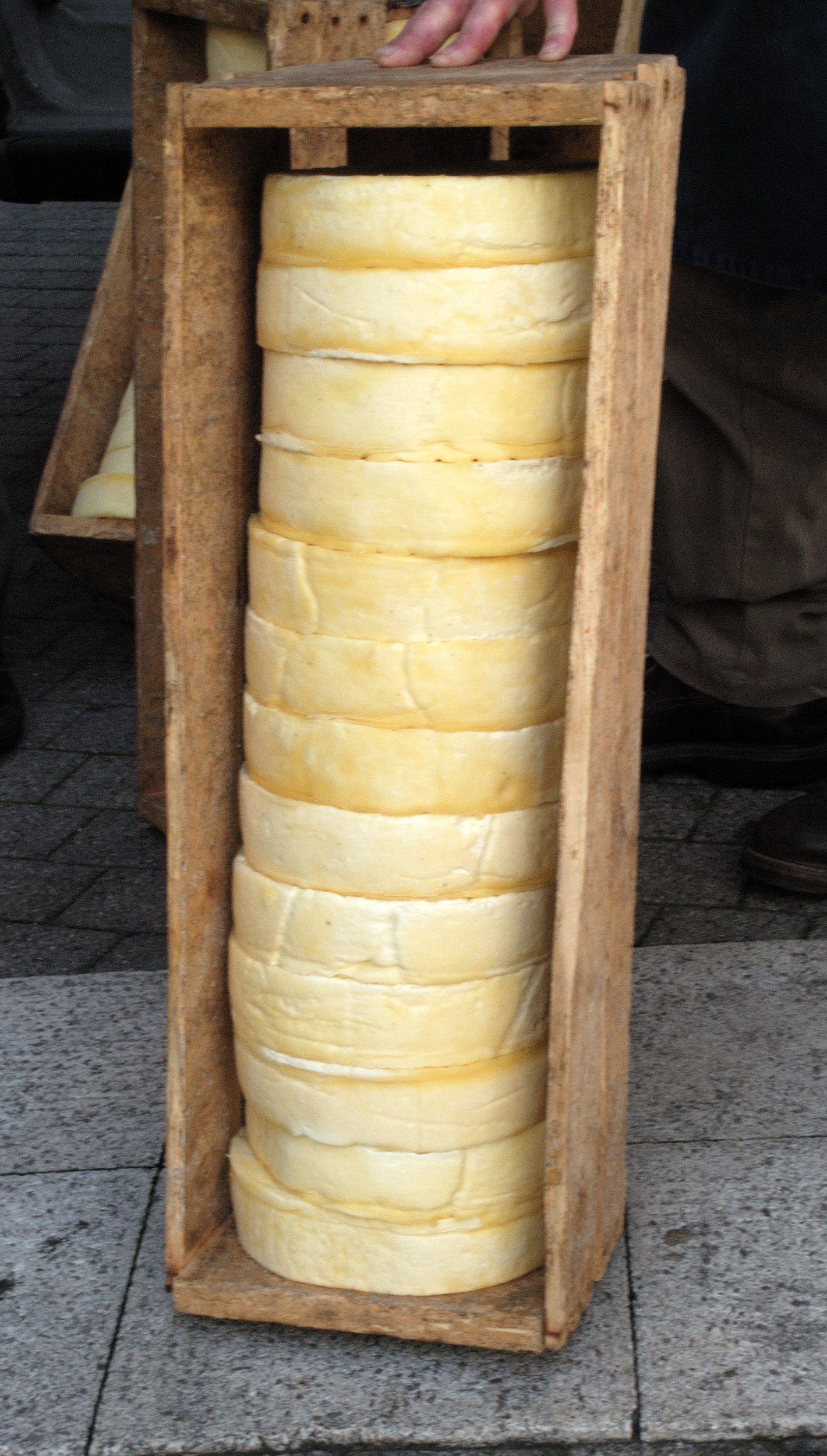
Onderweg naar de affineur

De saint-nectaire wordt tweemaal per dag gemaakt: direct na het melken wordt de melk aangezuurd en binnen een uur gestremd. De wrongel wordt gesneden, van de wei gescheiden en in vormen gedaan. De kaas wordt met grof zout gezouten en 24 uur in een pers onder druk gezet. Vervolgens verblijven de kazen een week in een koude ruimte, Hierna volgt nog een rijpingproces gedurende vijf tot zes weken. Gedurende de rijping worden de kazen regelmatig met pekelwater gewassen en worden ze gekeerd.
Er zijn twee hoofdsoorten van AOC-boerenkazen. Het verschil is te zien aan het kaasmerk in de kaas. De kazen met een ovaal merk zijn originele AOC-boerenkazen. De kazen met een rechthoekig merk zijn wel uit de streek, maar de melk kan thermisch behandeld zijn, en de kaas kan minder vet bevatten.
Er wordt ook een kleinere Saint-Nectaire gemaakt, de petit Saint-Nectaire, met een diameter van 13 cm en een gewicht van 600 gram.